# Chris Ryan
Chris Ryan (Rowlands Gill, Gateshead, Anglia, 1961. –) brit katona, író. Az SAS-ben szolgált. Az öbölháború alatt tagja volt annak az Andy McNab vezette 8 fős rajnak, melyet az iraki vonalak mögé küldtek, de felfedezték őket és menekülniük kellett. Chris Ryan volt az egyedüli, akinek sikerült átjutnia Szíriába.
Ez az SAS történetének legjelentősebb sikeres menekülésének számít. Élményeit Aki megmenekült című könyvében dolgozta fel. Azóta számos regényt is írt, több film készítésében részt vett.

## Magyarul megjelent könyvei
- Célszemély (The hit list); ford. Porkoláb Imre StrategArt, Budapest, 2002, ISBN 9632045777
- Aki megmenekült (The one that got away); ford. Mert Balázs, Porkoláb Imre; StrategArt, Budapest, 2003, ISBN 9632068351
- Összeomlás (Blackout); ford. Nitkovszki Stanislaw; Aquila, Debrecen, 2006, ISBN 9636795193
- Gyilkolni a cégért; ford. Balogh Dániel; Ulpius-ház, Bp., 2013
- Oszáma; ford. Balogh Dániel; Ulpius-ház, Bp., 2013